# Michael Andrew (Radsportler)
Michael Andrew (* 27. September 1943) ist ein ehemaliger malaysischer Radrennfahrer.

## Sportliche Laufbahn
Andrew war im Straßenradsport aktiv und Teilnehmer der Olympischen Sommerspiele 1964 in Tokio. Im olympischen Straßenrennen kam er nicht ins Ziel.